# Kazania sejmowe

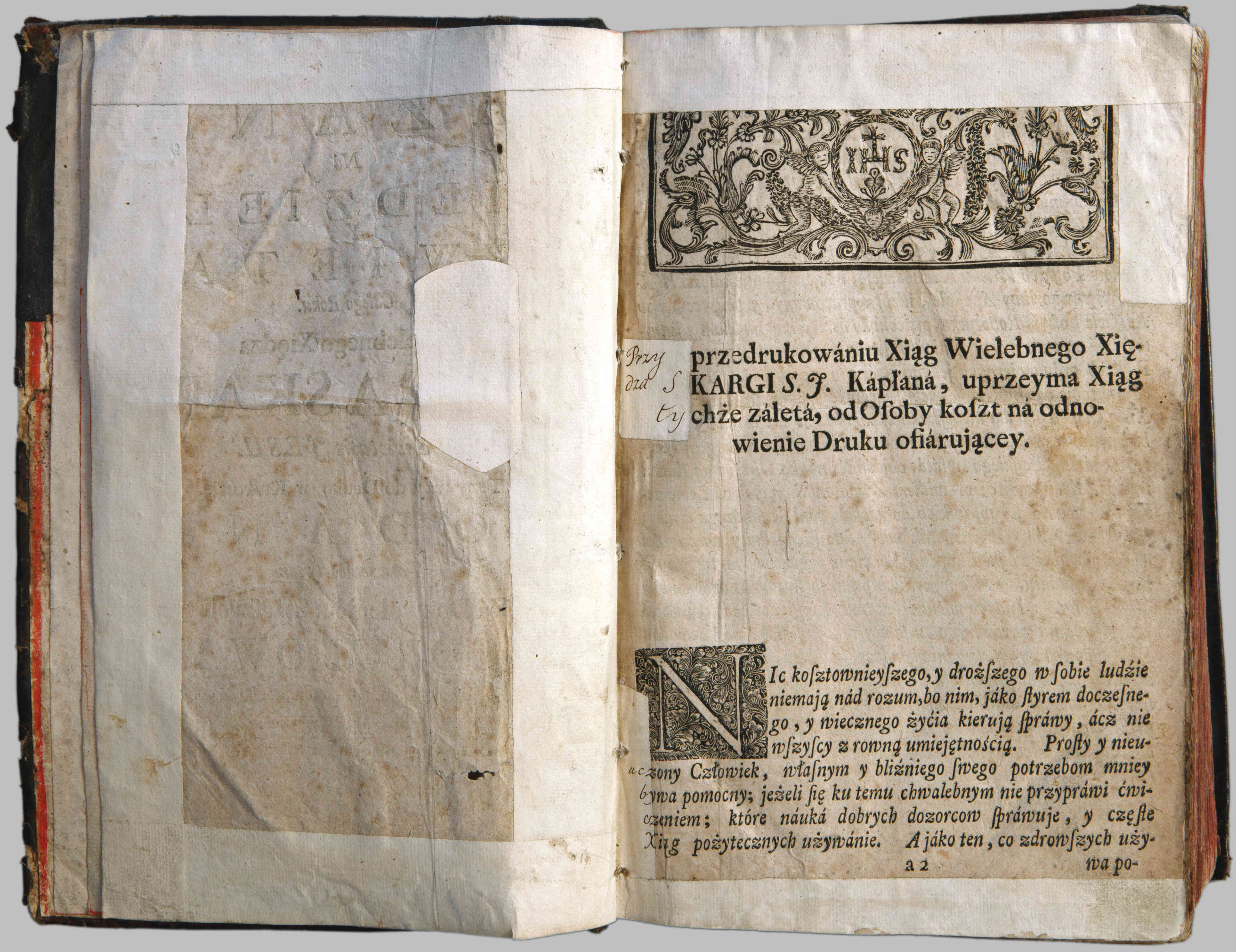
Kazania na niedziele i święta całego roku

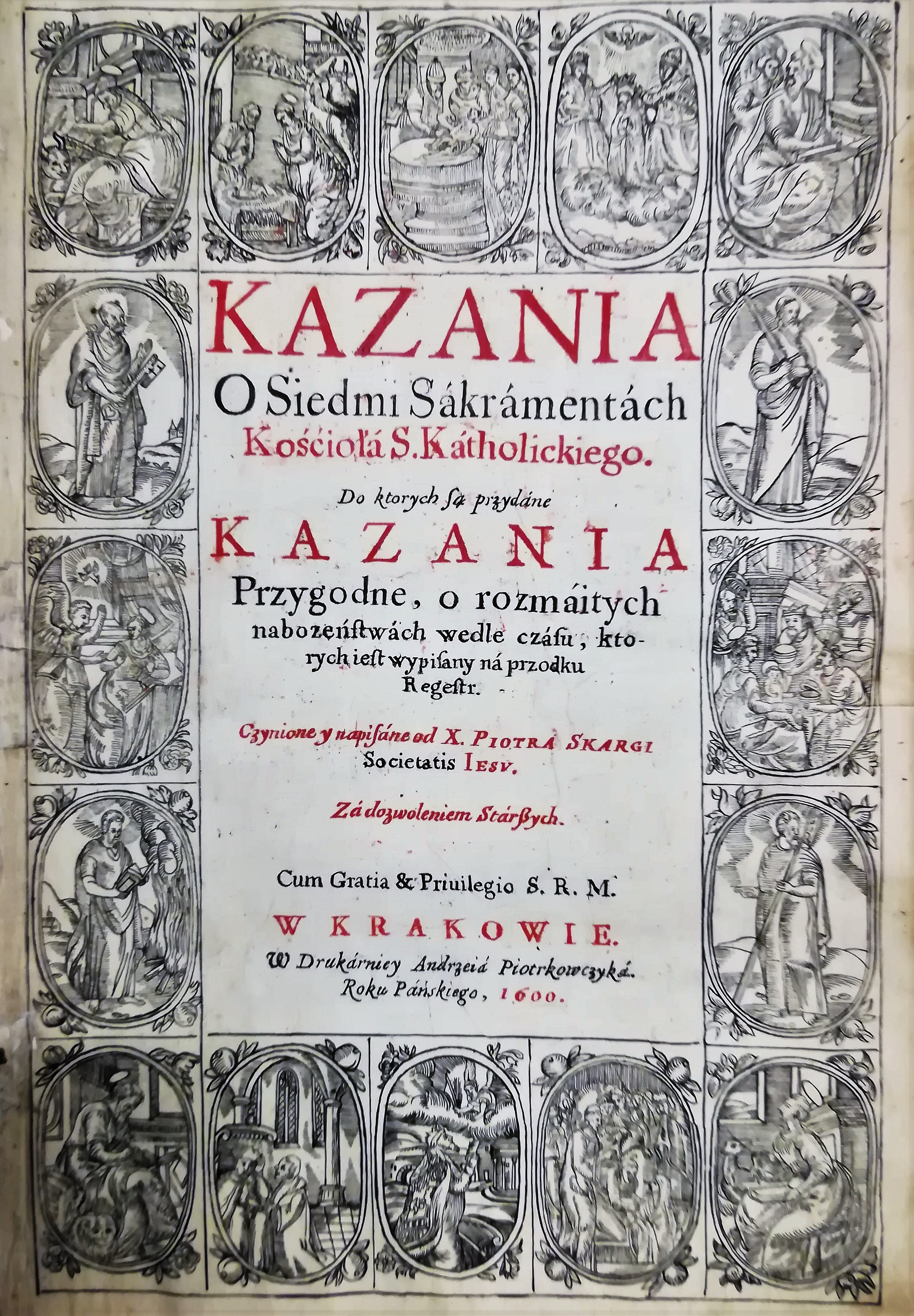
Kazania o Siedmi Sákrámentách

Kazania sejmowe – utwór napisany przez polskiego jezuitę Piotra Skargę w 1597 roku.

## Opis cyklu
Po raz pierwszy Kazania sejmowe wyszły w 1597 wraz z drugim wydaniem Kazań na niedziele i święta całego roku, również autorstwa Piotra Skargi. Drugie wydanie dołączone zostało do Kazań o siedmiu sakramentach (1600). W 1610 ukazały się po raz kolejny w tomie Kazań przygodnych (bez Kazania szóstego: O monarchijnej i królestwie).
Zbiór kazań jest sugestywnym opisem sytuacji Rzeczypospolitej „trawionej przez liczne choroby”. Zawiera 8 kazań, które nie zostały nigdy wygłoszone (do kazań Skargi – uważanego w XIX wieku niemal za proroka zapowiadającego upadek I Rzeczypospolitej – nawiązuje obraz Jana Matejki Kazanie Skargi). Zawierają najważniejsze postulaty dotyczące reformy państwa, skierowane są przeciw ideom reformacyjnym. Skarga optuje za silną władzą królewską, która ma być gwarantem prymatu kościoła katolickiego. Optuje za ograniczeniem roli sejmu na rzecz senatu. Krytykuje szlachecką anarchię i egoizm oraz bezkarność za grzechy, takie jak zabójstwo i ucisk chłopów.
W Kazaniach sejmowych znajduje się wiele porównań biblijnych, utwór nasycony jest wieloma figurami retorycznymi. Styl Skargi stał się wzorem dla późniejszego kaznodziejstwa polskiego

## Spis kazań
Zbiór Skargi składa się z ośmiu kazań:
1. Pierwsze na początku sejmu przy Św. Mszy sejmowej (w wydaniu z 1610 tytuł zmieniony na: Pierwsze na początku przy świętej ofierze sejmowej. O mądrości potrzebnej do rady)
2. Wtóre o miłości ku ojczyźnie i o pierwszej chorobie Rzeczypospolitej, która jest z nieżyczliwości ku ojczyźnie
3. Trzecie o drugiej chorobie Rzeczypospolitej, która jest z niezgody domowej
4. Czwarte o trzeciej chorobie Rzeczypospolitej, która jest naruszenie religji katolickiej przez zarazę heretycką
5. Piąte jako katolicka wiara policyj i królestw szczęśliwie dochowywa, a heretyctwo je obala
6. Szóste o monarchijnej i królestwie, abo o czwartej chorobie Rzeczypospolitej, która jest z osłabienia królewskiej dostojności i władzej
7. Siódme o prawach niesprawiedliwych abo o piątej chorobie Rzeczypospolitej
8. Kazanie ósme o szóstej chorobie Rzeczypospolitej, która jest dla grzechów jawnych i niekarności ich